# Clubroot (muzician)
Clubroot (născut Dan Richmond, în 1985 este un muzician de muzică dubstep din St Albans, Anglia. Semnând cu casa de discuri Lo Dubs, în 2009 își lansează primul albumul eponim de debut. Cel de-al doilea album, II – MMX, a fost lansat în 2010. În aprilie 2012 își lansează cel de-al treilea album, S/T (III - MMXII), ce face trilogia completă. Muzica sa e adesea comparată prin asemănarea sunetului electronic, adânc și întunecat cu Burial.

## Discografie
- Clubroot (2009), Lo Dubs
- II – MMX (2010), Lo Dubs
- S/T (III - MMXII) (2012), Lo Dubs

## Referenințe
1. ↑  „INTERVIEW: Clubroot, Lo Dubs”. Sonic Router. 6 aprilie 2010. Accesat în 23 mai 2010.
2. 1 2 3  Birchmeier, Jason "Clubroot Biography", Allmusic, retrieved 2010-08-21
3. ↑  Umile, Dominic (2010) "Clubroot: II - MMX", PopMatters, 11 May 2010, retrieved 2010-08-21
4. ↑  Lee, Cosmo (11 august 2009). „Clubroot – Clubroot, album review”. Pitchfork Media.